# Barcelonnette
Barcelonnette je francouzská obec v departementu Alpes-de-Haute-Provence v regionu Provence-Alpes-Côte d'Azur. Žije zde přibližně 2 500 obyvatel. Je centrem arrondissementu Barcelonnette a kantonu Barcelonnette.

## Poloha obce

### Sousední obce
| Růžice kompasu | Saint-Pons    |  | Faucon-de-Barcelonnette | Růžice kompasu |
| Růžice kompasu | Sever         |  |                         | Růžice kompasu |
| Růžice kompasu | Barcelonnette |  |                         | Růžice kompasu |
| Růžice kompasu | Jih           |  |                         | Růžice kompasu |
| Růžice kompasu | Uvernet-Fours |  | Enchastrayes            | Růžice kompasu |